# Tannau
Tannau ist ein Ortsteil der Stadt Tettnang rund zwölf Kilometer östlich von Friedrichshafen im Bodenseekreis in Baden-Württemberg.

## Klima
|                   | Jan  | Feb  | Mär  | Apr  | Mai   | Jun   | Jul   | Aug   | Sep  | Okt  | Nov  | Dez  |   |      |
|                   |      |      |      |      |       |       |       |       |      |      |      |      |   |      |
| Niederschlag (mm) | 64,3 | 61,2 | 63,2 | 87,6 | 112,6 | 136,8 | 123,3 | 131,5 | 97,9 | 71,1 | 78,8 | 71,7 | Σ | 1100 |

|  |

|  |

|  |

|  |

|  |

|  |

|  |

|  |

|  |

|  |

|  |

|  |

|  |

|  |

|  |

|  |

|  |

|  |

|  |

|  |

|  |

|  |

|  |

|  |

## Geschichte
Der überwiegende Teil der Ortschaft gehörte lange Zeit zum Gebiet der Montfortgrafen. Erstmals als Gemeinde wurde der Name Tannau 1810 urkundlich erwähnt.
Zuvor hieß der Ort Missenhardt, dessen Name 1824 in Tannau umbenannt wurde. Sie bestand aus 27 Parzellen, unter anderem Argenhardt, Baumgarten, Hagenbuchen, Iglerberg, Reichen, Schoos (heute nicht mehr existent), Wagnerberg und Zimmerberg.

1937 wurde die Gemeinde Obereisenbach aufgelöst und Tannau einverleibt, Tannau gab Parzellen an Tettnang und Laimnau ab.
Die beiden Weltkriege haben insgesamt 45 Opfer in Tannau gefordert. Nach dem Ersten Weltkrieg wurden 14 Gefallene, nach dem Zweiten Weltkrieg 31 Gefallene und Vermisste – unter anderem in Frankreich, Italien, Russland und auf Kreta – beklagt. Ihnen wird auf drei Tafeln am Kriegerdenkmal gedacht.
Am 1. März 1972 wurde Tannau nach Tettnang eingemeindet.

## Politik

### Ortsvorsteher

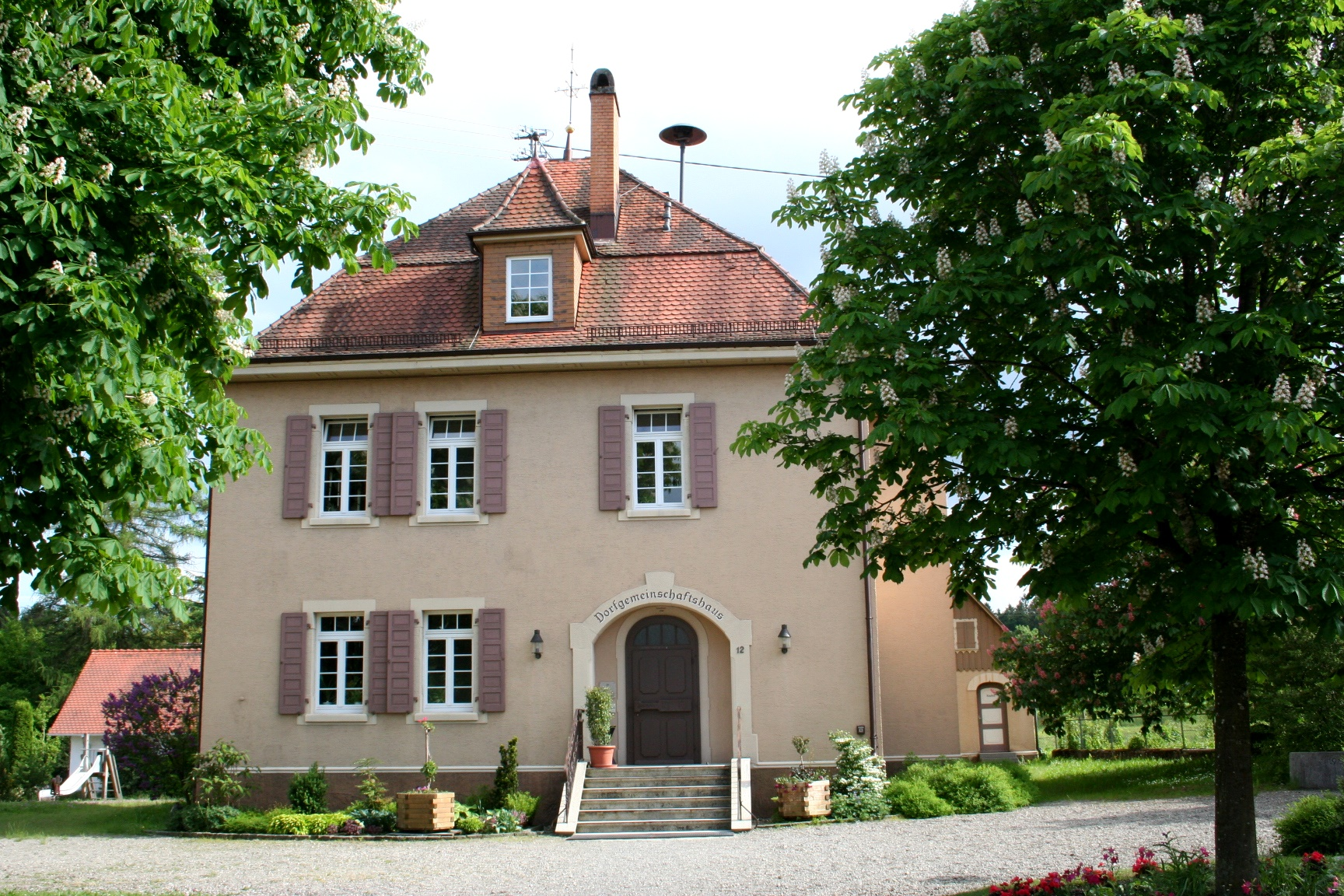
Dorfgemeinschaftshaus

Bis 1929 wurden die später als Bürgermeister bezeichneten Repräsentanten „Schultheißen“ (Schuldheischer) genannt. 160 Jahre lang führten sie die kommunale Selbstverwaltung der Gemeinde Tannau.
1. Anton Baumann (* 9. März 1782; † 7. Dezember 1845); Schultheiß ab 1824
2. Josef Baumann, Sohn des Anton Karl Kugel, Wirt in Dietmannsweiler; vier Jahre Schultheiß in Tannau
3. August Kugel,  Gutsbesitzer und Gemeinderat aus Dietmannsweiler am 7. Dezember 1886 zum Schultheiß ernannt.[2]
4. Gebhard Engstler (* 12. November 1833 in Tettnang; † 13. Dezember 1902) von Biggenmoos; Schultheiß von 1894 bis 1902
5. Josef Knörle († 15. August ?? in Ulm) aus Holzhäusern; Ortsvorsteher von 1903 bis 1933
6. Franz Xaver Hahn († 7. Januar 1944); am 1. November 1934 in sein Amt eingesetzt
7. Georg Gebhard; wurde 1944 zum Bürgermeister bestimmt
8. August Rauch; vom 1. März 1945 bis zum Umsturz an der Spitze der Gemeinde
9. Markus Schmid; wurde am 24. Mai 1945 von der französischen Kommandantur zum kommissarischen Bürgermeister eingesetzt, später für drei Perioden zum Bürgermeister gewählt
10. Georg Dittus (* 20. Juni 1933; † 29. September 2022[3]) war der letzte der Tannauer Bürgermeister; seine Amtszeit begann am 6. Dezember 1966 und dauerte bis zum 1. Mai 1972[4]

### Wappen
Die Blasonierung des Wappens lautet: In Silber auf grünen Boden eine grüne Tanne; oben rechts begleitet von einer dreilatzigen roten Fahne an drei schwarzen Trageringen.
Das Symbol der Tanne steht nicht mit dem Ortsnamen in Verbindung, sondern wurde zu diesem assoziiert. Möglicherweise ist es eine Ableitung des Ortsnamens von seinem Begründer, einem „Tanno“. Die dreilatzige, rote Fahne erinnert an die Zugehörigkeit zur Grafschaft Montfort. Die Gemeinde erhielt ihr Wappen am 29. Juni 1961. Es wird jedoch nach der Eingemeindung nach Tettnang nicht mehr amtlich genutzt.

## Kultur und Sehenswürdigkeiten

### Pfarrkirche St. Martin Tannau

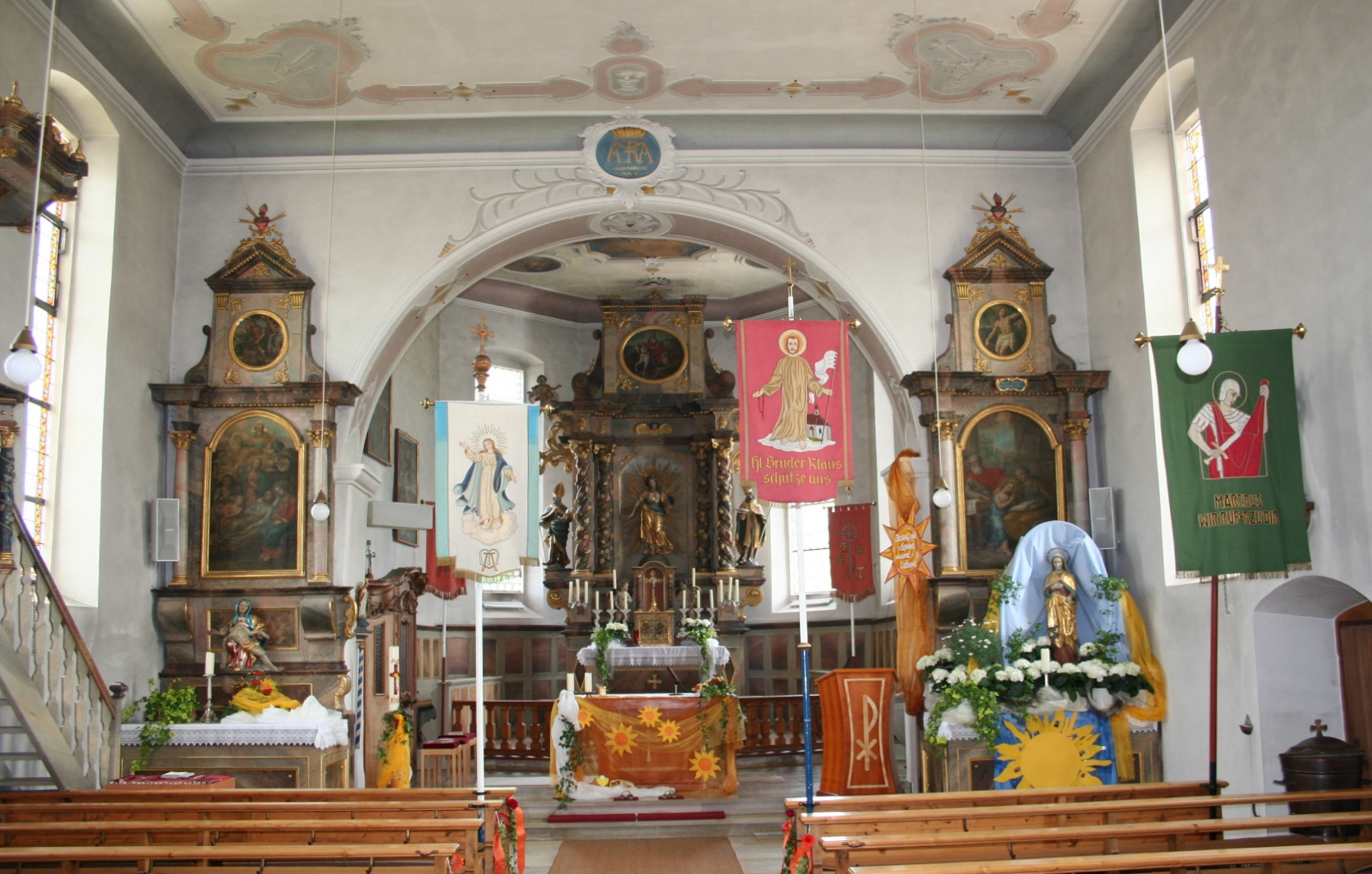
Innenraum

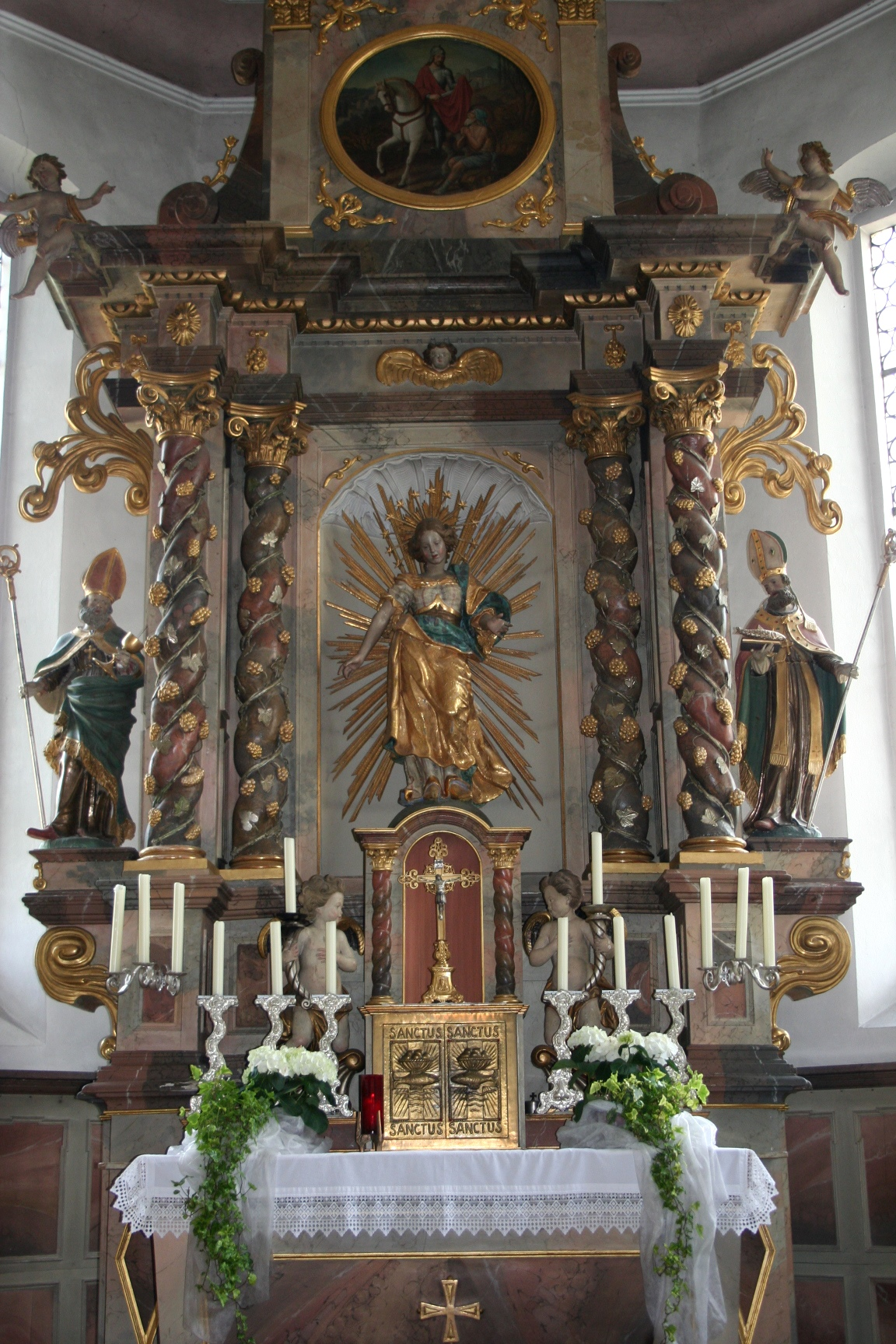
Altar

Die um 1121 erbaute Kirche war ursprünglich eine Nothelferkapelle. Im Jahre 1663 erfolgte die Weihe der Kirche durch Weihbischof Sigismund von Konstanz zu Ehren der allerseligsten Jungfrau Maria und des heiligen Martinus.
1720 kam dann der Umbau zur heutigen Gestalt mit Neigung zum barocken Baustil und Weihe des neuen Hochaltars mit den Figuren des Hl. Konrad (links) und des Hl. Ulrich (rechts) auf den Seitenkonsolen. 1723 wurden die Seitenaltäre im gleichen Stil wie der Hochaltar mit den beiden von Andreas Brugger geschaffenen Ölgemälden „Tod des Hl. Josef“ (links) und „Die kleine Maria mit ihrer Mutter Anna“ (rechts) geweiht.
In der zweiten Hälfte des 19. Jahrhunderts wurde die flache Gipsdecke mit einem Bild der Rosenkranzkönigin, der Schutzpatronin von Tannau, verziert. Eine Gesamtrestaurierung der Kirche mit Erweiterung des Deckengemäldes um das Bild des Dorfes mit der Kirche und einem umgebenden Stuckrahmen erfolgte 1954. Gleichzeitig erwarb man den aus dem Jahr 1763 stammenden barocken Beichtstuhl von der Kirchengemeinde Hiltensweiler.
Von Mai 2007 bis Februar 2008 wurde die Kirche innen komplett renoviert. Zu den wichtigsten Änderungen zählen die Neugestaltung des Altarraumes (neuer Altar und Ambo, neue Position des Taufbeckens), die Erneuerung der gesamten Elektrik inklusive Heizungsanlage sowie ein neuer Bodenbelag in der gesamten Kirche. Der Abschluss der Innenrenovierung wurde am 17. Februar 2008 mit einer feierlichen Altarweihe durch Bischof Gebhard Fürst gefeiert.

### Glaubensweg

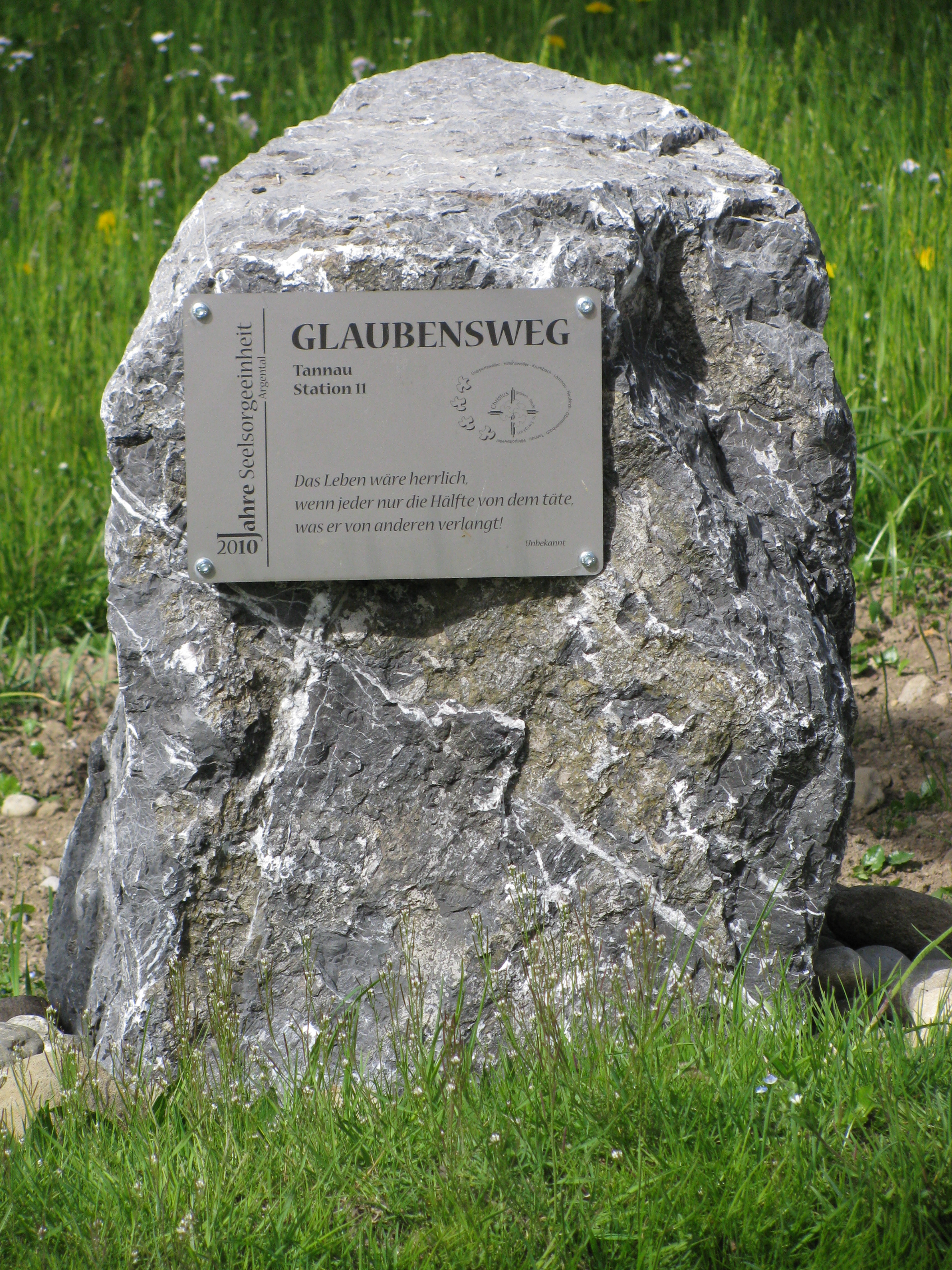
Stein an Station 11

Die Seelsorgeeinheit Argental, ein Zusammenschluss der katholischen Pfarreien Goppertsweiler, Hiltensweiler, Krumbach, Laimnau, Neukirch, Obereisenbach, Tannau und Wildpoltsweiler, hat zu ihrem zehnjährigen Bestehen 2010 in den jeweiligen Orten einen Glaubensweg angelegt. An acht von elf Stationen sind in Tannau und umliegenden Weilern große Natursteine aufgestellt. An jedem dieser Steine und drei bereits bestehenden Flurkreuzen ist eine Tafel mit dem Logo der Seelsorgeeinheit und einem Spruch oder Vers angebracht. Die Weglänge des Tannauer Teilstücks beträgt 12,6 Kilometer.
- Station 1, Kirche Tannau
- Station 2, Stein Bollenhütte: „Gib mir Kraft für einen Tag, Herr ich bitte nur für diesen, dass mir werde zugewiesen, was ich heute brauchen mag.“ (Rudolf Lehmann-Filhés)
- Station 3, Stein in Hinterholzhäusern
- Station 4, Feldkreuz Lanz
- Station 5, Stein in Holzhäusern
- Station 6, Stein in Biggenmoos
- Station 7, Stein im Schletterholz: „Gott gebe mir die Gelassenheit, Dinge hinzunehmen, die ich nicht ändern kann, den Mut, Dinge zu ändern, die ich ändern kann, und die Weisheit, das eine vom anderen zu unterscheiden.“ (Reinhold Niebuhr)
- Station 8, Lindele
- Station 9, Stein in Baldensweiler: „Viele Wege führen zu Gott - einer davon über die vielfältigen Wunder der Natur.“ (Georg Maier)
- Station 10, Feldkreuz in Joos
- Station 11, Stein in Gebhardsweiler (Bild): „Das Leben wäre herrlich, wenn jeder nur die Hälfte von dem täte, was er von den anderen verlangt.“ (unbekannt)

### Vereine und Organisationen
In Tannau sind mehrere Vereine verortet. Teilweise sind die tatsächlichen Sitze (z. B. nach Vereinsrecht) in anderen Ortsteilen oder Gemeinden, sie werden jedoch trotzdem aufgrund ihrer Historie, den Mitgliedern oder ihrem Zweck zum Ortsteil Tannau gezählt. Unter anderem sind das: 
- Musikkapelle Tannau
- Sportverein (SV) Tannau
- Schützenverein Tannau
- Kirchenchor St. Martin Tannau
- Landjugend Krumbach Obereisenbach
- Musikkapelle Obereisenbach
- Musikverein Krumbach
- Blutreiter Obereisenbach-Krumbach-Tannau[5]

## Wirtschaft und Infrastruktur
In Tannau wird flächenmäßig der meiste Hopfen der Gemarkung Tettnang angebaut. In Siggenweiler befindet sich auch das erste Hopfenmuseum Deutschlands. Das Unternehmen Vaude gehört zur Bergsport- und Outdoor-Branche, das Bergpracht Milchwerk produziert Nahrungsmittel.

### Alte Salzstraße
Tannau liegt wie Krumbach an der ehemaligen Salzstraße, auf der das „Weiße Gold“ von Hall in Tirol über Innsbruck, Landeck, St. Anton am Arlberg, Bludenz, Bregenz und Lindau nach Ravensburg transportiert wurde.

Von der Argenbrücke nahe Steinenbach führte der Weg nach Rappertsweiler, Loderhof und Gebhardsweiler bis zum Dietmannsweiler Kreuz oberhalb von Baldensweiler und weiter nach Flockenbach, an der Annakapelle vorbei, nach Vorder- bzw. Hinterreute und durch Grünkraut zum Salzmarkt in Ravensburg.